# Panayiótis Fasoúlas
Panayótis Fasoúlas (en grec Παναγιώτης Φασούλας), né le 12 mai 1963, est un ancien joueur grec de basket-ball, évoluant au poste de pivot.
Sa grande taille a été l'une des armes essentielles de l'équipe de Grèce durant de longues années, avec en point de mire le titre européen avec Panayótis Yannákis ou Níkos Gális.
En club, après une carrière universitaire aux États-Unis, il évolue au PAOK Salonique puis à l'Olympiakos avec qui il remporte le titre européen suprême au niveau des clubs, l’Euroligue en 1997.
Après sa carrière sportive, il entame une carrière politique au sein du PASOK. Il participe également activement au comité d'organisation des Jeux olympiques d'été de 2004 à Athènes. Il est maire du Pirée de 2007 à 2010.
Sa fille, Mariélla Fasoúla, est également basketteuse professionnelle et membre de l’équipe de Grèce.

## Club
- North Carolina State (NCAA)
- PAOK Salonique
- Olympiakos

## Palmarès

### Équipe nationale
- Championnat d'Europe
  -  Médaille d'or Championnat d'Europe 1987
- Championnat du monde
  - 4e du Championnat du monde 1994 à Toronto

### Club
- Euroligue: 1997